# Olles skidfärd
Olles skidfärd är en barnbok och bilderbok från 1907, skriven och illustrerad av Elsa Beskow. Boken handlar om Olle. På sin sexårsdag får han ett par nya skidor och när vintern kommer ger han sig ut på en spännande skidtur genom vinterlandskapet. Där träffar han bland annat på Farbror Rimfrost, Gumman Tö och Kung Vinter.